# A Kid Like Jake
A Kid Like Jake é um filme de drama estadunidense de 2018 dirigido e escrito por Silas Howard, baseado na obra de Daniel Pearle. Estrelado por Claire Danes e Jim Parsons, estreou no Festival Sundance de Cinema em 23 de janeiro de 2018.

## Elenco
- Claire Danes
- Jim Parsons
- Octavia Spencer
- Priyanka Chopra